# Ooststellingwerf
Ooststellingwerf (phát âmⓘ) là một đô thị ở tỉnh Friesland, Hà Lan. Đây là một trong những đô thị ở Friesland nơi dân cư không nói tiếng Tây Frisia mà nói tiếng Stellingwerfs, một phương ngữ của tiếng Hà Lan Hạ Saxon.

## Các trung tâm dân cư
Appelscha, Donkerbroek, Elsloo, Fochteloo, Haule, Haulerwijk, Langedijke, Makkinga, Nijeberkoop, Oldeberkoop, Oosterwolde, Ravenswoud và Waskemeer.